# Calumma gallus
Espèce
Synonymes
- Chamaeleo gallus Günther, 1877

Statut de conservation UICN

 EN B1ab(iii) : En danger
Statut CITES
Calumma gallus est une espèce de sauriens de la famille des Chamaeleonidae.

## Répartition
Cette espèce est endémique de l'Est de Madagascar.

## Publication originale
- Günther, 1877 : Descriptions of some new Species of Reptiles from Madagascar. Annals and Magazine of Natural History, ser. 4, vol. 19, p. 313-317 (texte intégral).